# Bulbophyllum lingulatum
Bulbophyllum lingulatum là một loài phong lan thuộc chi Bulbophyllum.